# مقاطعة لافاييت (ميزوري)
مقاطعة لافاييت (بالإنجليزية: Lafayette County)‏ هي إحدى المقاطعات في ولاية ميزوري في الولايات المتحدة الأمريكية.